# FolkeFerie.dk
FolkeFerie.dk (indtil 2005 Dansk FolkeFerie) er et dansk rejsebureau, der blev etableret som en kooperativ virksomhed i 1938 af den danske fagbevægelse. Dette skete i forbindelse med, at statsminister Thorvald Stauning indførte den første ferielov for lønmodtagere. I 1978 afgav fagbevægelsen ejerskabet til FolkeFerie, der blev omdannet til en selvejende, erhvervsdrivende fond ved navn DFF-Fonden. Fondens formål er at skabe mulighed for ferieoplevelser for danskere. Fonden modtager en indbetaling for hver bestilling hos FolkeFerie.dk og bruger midlerne på at tilbyde ferier i Helsingør Ferieby.
FolkeFerie.dk er en af de ældste danske rejsearrangører og sender flere end 24.000 gæster på ferie hvert år. Virksomheden arrangerer primært charterrejser, rundrejser, aktiv ferie, temarejser og langtidsferier i Sydeuropa. I 2016 begyndte FolkeFerie.dk at arrangere rundrejser til Færøerne.
Medlem af Kooperationen – den kooperative Arbejdsgiver- og Interesseorganisation i Danmark.